# Leon Van Loo

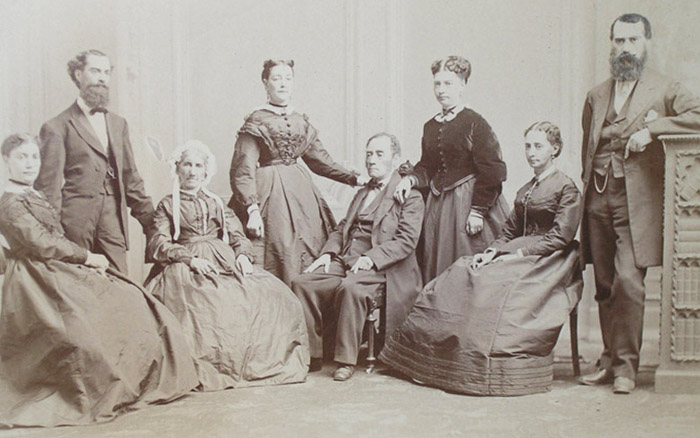
Van Loo: Rodinná fotografie, Workum, 1860–1870

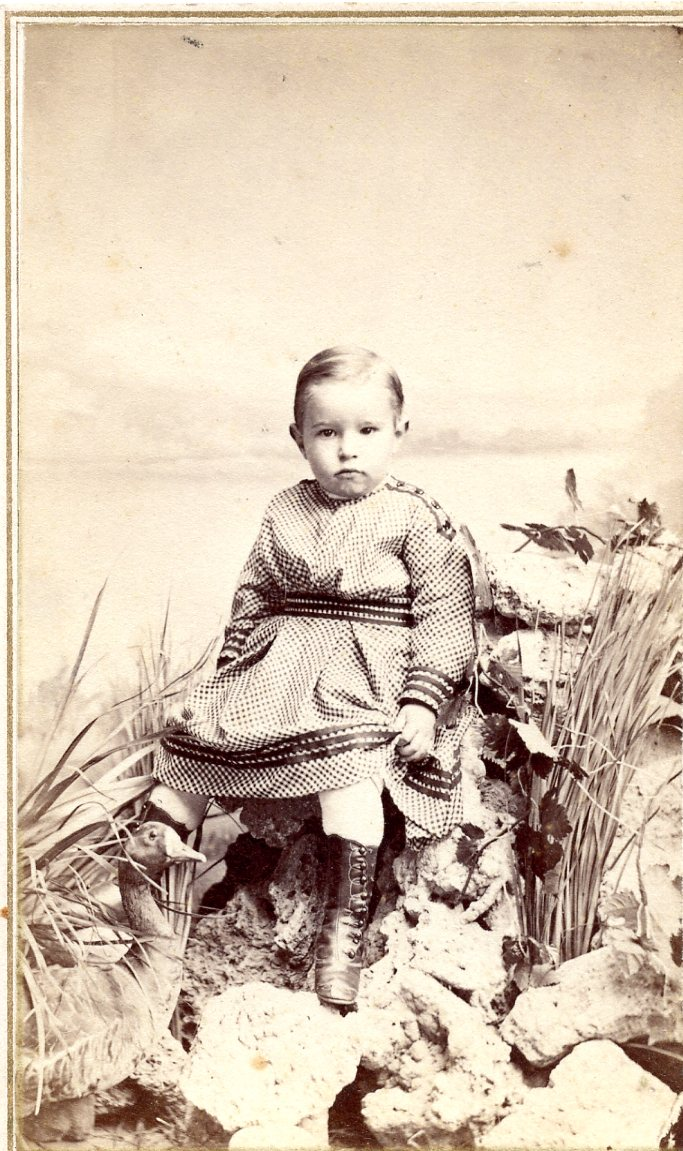
Van Loo: carte de visite malého chlapce

Leon Van Loo (12. srpna 1841 Gent, Belgie – 10. ledna 1907) byl belgický fotograf a propagátor umění.

## Životopis
V roce 1858 se odstěhoval do Cincinnati v Ohiu, kde otevřel fotografickou galerii.
Poté, co vydělal peníze obchodem s bavlnou po občanské válce, odešel počátkem roku 1866. Během sedmdesátých let 19. století cestoval po Evropě, kde sbíral vlámské, holandské a německé malířské umění, starožitnosti a nábytek. Umělecká díla pak vystavoval v Cincinnati. V roce 1890 byl zakládajícím členem Cincinnati Art Clubu, ve kterém byl dvakrát zvolen jako prezident.
V roce 1875 představil nový druh fotografování, který nazval „ideál“ (anglicky ideal. Fotografie používající tuto techniku jsou vytištěny oxidem zinečnatým na zčernalé železné desce s perleťově průhledným povrchem.
Van Loo zemřel 10. ledna 1907.